# ドス・ピラス
ドス・ピラス（Dos Pilas）は、グアテマラ、ペテン県のペテシュバトゥン地域にある、古代マヤの遺跡。

## 概要
ドス・ピラスという名前はスペイン語で「2つの泉」を意味し、もちろん近代につけられた名前である。
面積は0.7平方キロメートルほどで、最盛期の人口は1万人ほどだった。遺跡としての規模は大きくないが、ペテン一帯の中心的な都市であるティカルと同じ紋章文字を持っており、碑文が解読されるにつれて、ドス・ピラスがマヤ中央部の歴史上重要な役割を果たしたことが判明してきた。

## 歴史

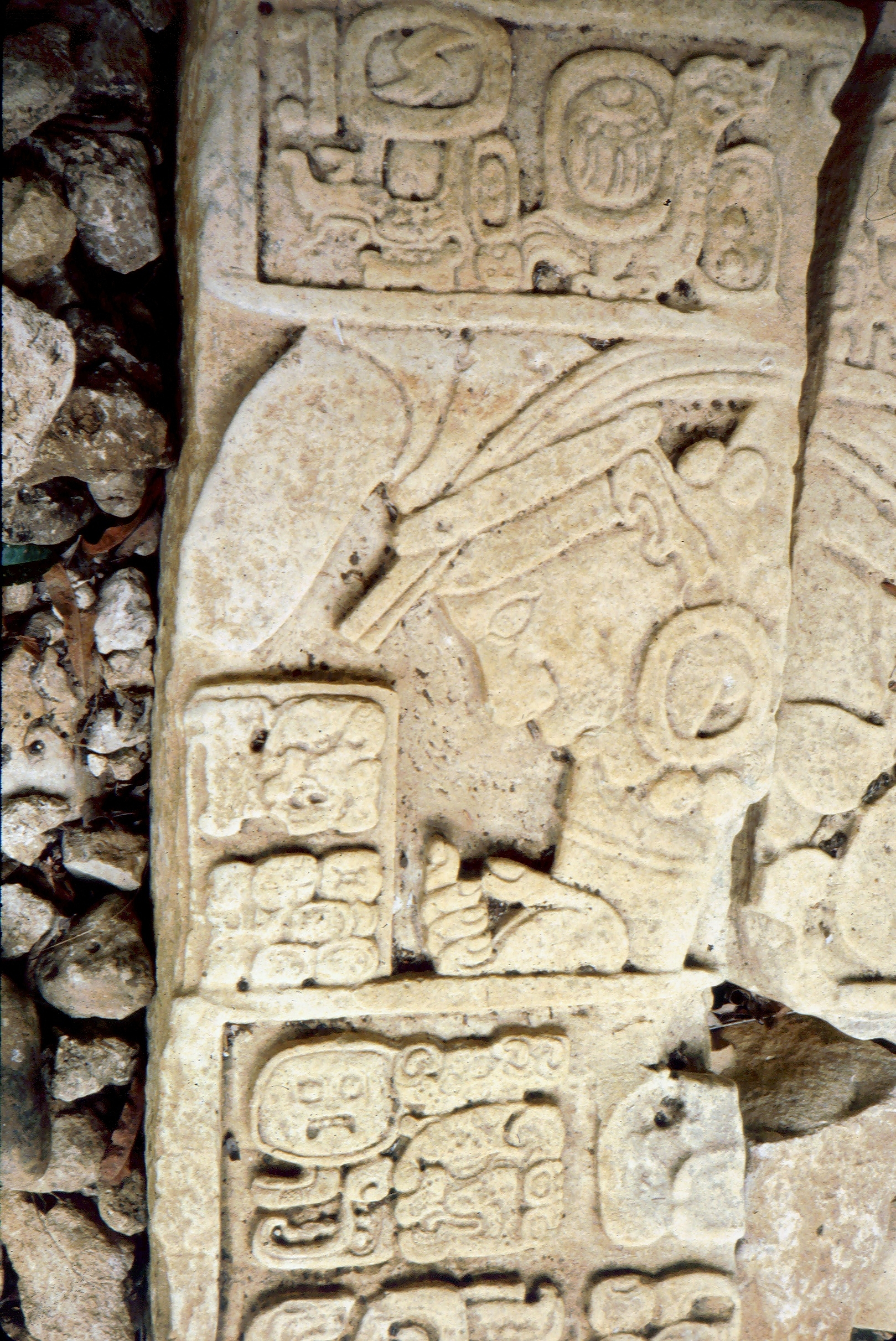
石碑16号は735年のセイバル征服を記念する

ドス・ピラスは7世紀なかばの創立以来戦乱が相次いだ。最初の王バラフ・チャン・カウィールは625年にティカルの王子として生まれた。21歳のときにティカルでは内乱が起こり、バラフ・チャン・カウィールはティカルから分かれてドス・ピラスを建てた。当時のティカルの宿敵だった北のカラクムルのユクノーム・チェン大王はこの機会を逃がさず、650年にドス・ピラスを、657年にティカル本体を征服した。それ以来ドス・ピラスはカラクムルに従属した。648年の日付のある石碑6号ではカラクムルの臣下(yajaw)を称している。ティカル王ヌーン・ウホル・チャーク（バラフ・チャン・カウィールとは兄弟にあたる）は672年にドス・ピラスを攻撃し、バラフ・チャン・カウィールはドス・ピラスから逐われたが、677年にカラクムルがティカルに勝つと帰国した。679年にふたたびティカルの攻撃を受けたが、今回はヌーン・ウホル・チャークが敗北した。
698年に2代目の王イツァムナーフ・カウィールが即位し、28年間にわたって統治した。この時代、戦いの相手はティカルよりも近くのペテシュバトゥンおよびパシオン川一帯に勢力を築くことに向かった。後にドス・ピラスの第2の都となったアグアテカ、およびセイバルともこの時代に関係がはじまっている。735年に3代目の王はセイバルを征服した。
741年に即位した4代目の王カウィール・チャン・キニチも近隣に勢力をふるったが、761年におそらく属国の反乱によってドス・ピラスは滅亡した。ペテシュバトゥン地方全体を統括する権力が消えると、都市どうしが戦乱にあけくれるようになった。
ドス・ピラスは761年にいったん放棄された後、不法居住者たちが住みついた。彼らは神殿や宮殿を破壊し、それを材料として町を外壁で囲って敵の襲来に備えたが、結局は外敵の侵入によって滅亡した。

## 再発見
ドス・ピラスは1953年か1954年に地元の人間によって最初に報告された。1960年にロシア系フランス人のピエール・イヴァノフが探検した。
1989年以降、ナショナルジオグラフィック協会、グアテマラ考古学歴史研究所などの後援により、ヴァンダービルト大学のアーサー・デマレストらによる大規模な発掘が行われた。

## 遺跡
ドス・ピラスの建築物は遺跡になる以前から外壁を作るために略奪にあっている。東に1キロメートルほど離れたエル・ドゥエンデと呼ばれる場所には高さ40メートルほどのピラミッドが残る。
石碑は多数が残り、建築物の階段にも長文の碑文が記されている。2001年から翌年にかけて新しい碑文の階段が発見された。